# Acestrorhynchidae
El dientón, dentudo o pez zorro son el género Acestrorhynchus, el único de la familia Acestrorhynchidae de peces incluida en el orden Characiformes, con especies distribuidas exclusivamente por ríos de toda Sudamérica, la mayoría en las cuencas del Amazonas, Orinoco y Río de la Plata. Su nombre procede del griego: akestras (aguja) + rhyngchos (maxilar inferior).

## Morfología
Tienen el cuerpo alargado de entre 35 y 400 mm de longitud, recubierto de escamas relativamente pequeñas; todos los dientes son cónicos, con fuertes caninos; primer infraorbital recubriendo casi completamente el maxilar cuando tienen la boca cerrada; la aleta anal es falcada y la aleta dorsal tiene su origen mucho más cerca de la caudal que de la cabeza.

## Hábitat
Se pueden encontrar en gran variedad de hábitats, pero sobre todo en lagos y en marismas cercanas a la costa, mientras que las especies pequeñas se pueden encontrar en arroyos de la cabecera del Amazonas.
Su peculiar dentición es debida a que son depredadores especializados, alimentándose sobre todo de peces

## Importancia comercial
No son especialmente importantes como pescado para alimentación humana, aunque dos las más pequeñas especies (A. nasutus y A. minimus) pueden ser eventualmente encontrados en tiendas de acuariología.

## Especies
Existen 15 especies agrupadas en este género y familia:
- Familia Acestrorhynchidae:
  - Género Acestrorhynchus:
    - Acestrorhynchus abbreviatus (Cope, 1878)
    - Acestrorhynchus altus (Menezes, 1969) - Peje zorro
    - Acestrorhynchus apurensis (Toledo-Piza y Menezes, 1996)
    - Acestrorhynchus britskii (Menezes, 1969)
    - Acestrorhynchus falcatus (Bloch, 1794) - Dentudo dorado o Dientón.
    - Acestrorhynchus falcirostris (Cuvier, 1819) - Pez cachorro, Pez zorro o Dientón.
    - Acestrorhynchus grandoculis (Menezes y Géry, 1983)
    - Acestrorhynchus heterolepis (Cope, 1878) - Dientón
    - Acestrorhynchus isalineae (Menezes y Géry, 1983)
    - Acestrorhynchus lacustris (Lütken, 1875) - Dientón
    - Acestrorhynchus maculipinna (Menezes y Géry, 1983)
    - Acestrorhynchus microlepis (Schomburgk, 1841) - Cachorro, Dientón, Pez zorro.
    - Acestrorhynchus minimus (Menezes, 1969)
    - Acestrorhynchus nasutus (Eigenmann, 1912)
    - Acestrorhynchus pantaneiro (Menezes, 1992) - Dientudo paraguayo.